# Levante (azienda)
Levante, con sede a Castel Goffredo, Italia, è un venditore e produttore di calzetteria, intimo e moda mare. Levante è stata fondata nel 1969 ed è parte del gruppo Levante Group che contiene altri sette marchi della calzetteria italiana.
La Levante è una delle poche marche italiane di calze che abbiano un modello di autoreggenti con la riga dietro.
Dopo il fallimento del 2014 è stato acquistato dalla LVT Spa.